# Temporalités
Pour l’article ayant un titre homophone, voir temporalité.
 (mars 2018).
La revue Temporalités qui a pris le relais du bulletin Temporalistes - créé en 1984 par William Grossin - s’efforce de rassembler des articles, des travaux et des productions en sciences humaines et sociales (histoire, sociologie, démographie, économie, anthropologie, psychologie, linguistique, droit…) qui incluent des analyses de données temporelles, confrontent des conceptions, des usages, des pratiques du temps et des réflexions sur la pluralité des temporalités socio-historiques.

## Description
La revue Temporalités vise à la fois à faire avancer la prise en compte et le traitement de la diversité des temps humains par les recherches et la structuration de ce domaine au sein des disciplines concernées.
La revue Temporalités favorise toutes les initiatives interdisciplinaires autour des questions de temporalité et notamment celles qui paraissent les plus prometteuses : fondements des distinctions entre les temps ; articulation et conflits entre temporalités ; confrontations de diverses conceptions, usages, et langages du temps ; modes d’historicité des disciplines ; confrontations de catégorisations philosophiques à des travaux empiriques…
La revue publie des travaux d’épistémologie et d’histoire des disciplines dès lors qu’ils sont ancrés dans des données empiriques et nourris d’une maîtrise des grands débats anthropologiques sur le temps. La revue, sans se vouloir philosophique, n’exclut pas de publier des articles liant des philosophies du temps à des débats théoriques dans les sciences humaines et sociales.
La revue Temporalités est internationale. Elle soutient toutes les initiatives (colloques, rencontres, manifestations…) permettant de faire reconnaître la légitimité d’une prise en compte plurielle du temps par les disciplines des Sciences sociales et humaines. Elle porte une attention particulière aux articles incluant une réflexion critique sur les limites de validité des usages du temps, dans le cadre du découpage de son objet.
Revue soutenue par l’Institut des Sciences Humaines et Sociales du CNRS et référencée par l’Emerging Sources Citation Index, ERIH PLUS et le DOAJ.
C'est une revue disponible en accès libre sur le portail OpenEdition Journals.
Elle applique les recommandations du Lexique des règles typographiques en usage à l'Imprimerie nationale.